# بختیار اختیاروف
بختیار اختیاروف (ازبکی: Baxtiyor Ixtiyorov; ۲۸ مارس ۱۹۴۰ – ۲۰۲۱) بازیگر تئاتر و بازیگر سینما اهل کشورهای اتحاد جماهیر شوروی سوسیالیستی و ازبکستان بود. اختیاروف در بخارا به دنیا آمد. او کار خود را به عنوان بازیگر تئاتر آغاز کرد، اما در سال ۱۹۶۴ در فیلم یور-یور ساخته علی همرویف، یکی از موفق‌ترین کمدی‌های ازبکستانی تمام دوران بازی کرد. پس از آن، او به یک بازیگر سرشناس تبدیل شد و از سال ۱۹۶۴ به‌طور مرتب در فیلم‌های بسیاری ظاهر شد. در سال ۱۹۸۹ به او عنوان هنرمند خلق اتحاد جماهیر شوروی ازبکستان داده شد.